# アンギラス (インド神話)

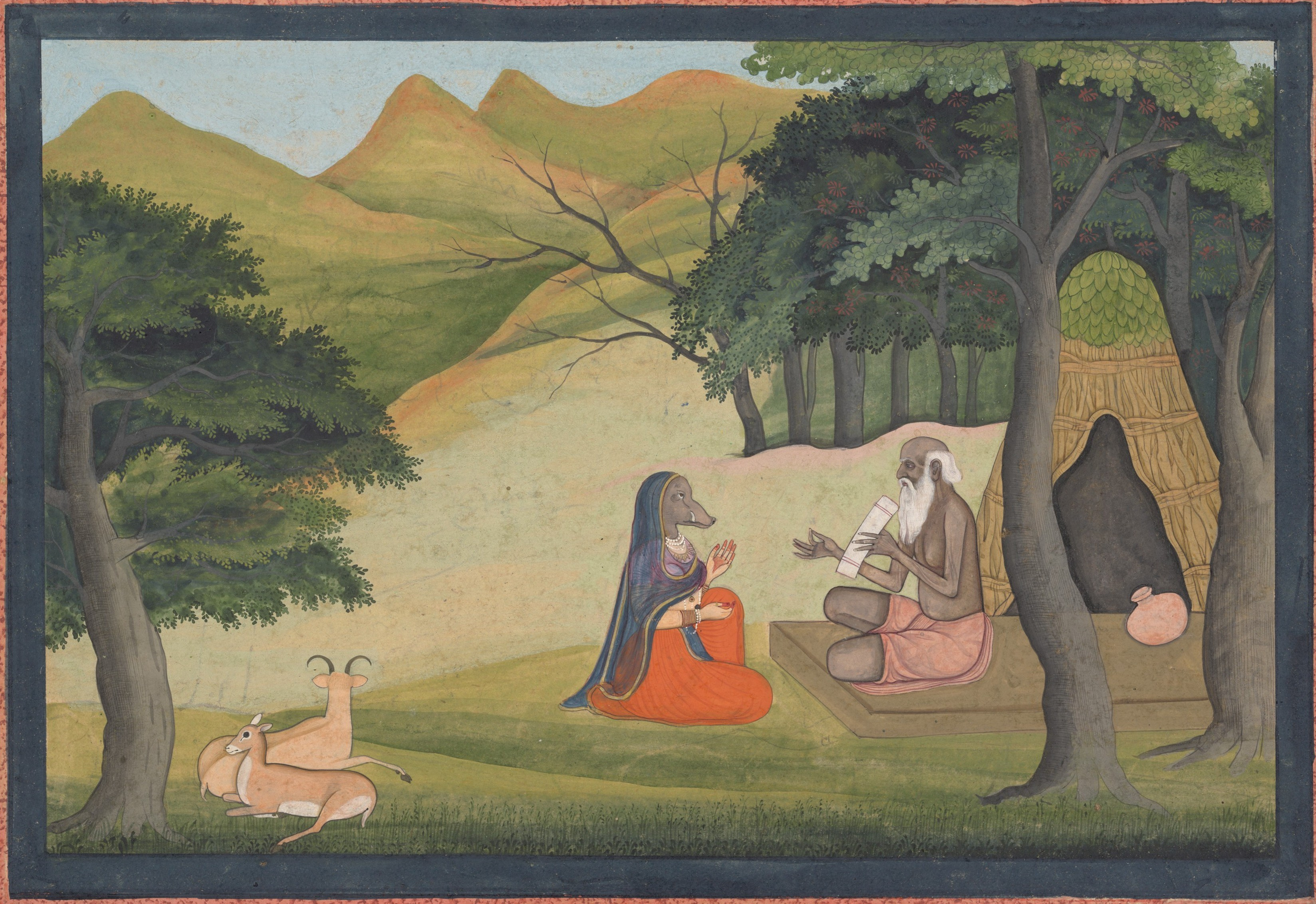
チョラデビ女王とアンギラス

アンギラス (Angiras, अंगिरस्) は、インド神話に登場する神話的リシ（聖仙、賢者）。ブラフマーの心から生まれた7人（8人、10人、16人ともいわれる）のリシの一人。その名は「敵対的な呪文」、「黒い呪文」を意味し、本来は大昔行われた「火の儀式」を主催する祭官の名称だったといわれている。無数の呪文を知っており、それを『アタルヴァ・ヴェーダ』の形にまとめてインドラに捧げたとされている。
『マハーバーラタ』においては、息子はブリハスパティ、孫はカチャ。